# كارلا سوارت
كارلا سوارت (26 نوفمبر 1987 - 19 يناير 2011) كانت راكبة دراجات جنوب ٳفريقية فازت بتسعة عشر لقبًا في ركوب الدراجات الفردية والجماعية.
انتقلت سوارت إلى الولايات المتحدة في عام 2004 عندما كان مراهقًا. لقد التحقت بكلية ليس ماكراي، حيث حصلت على منح دراسية في الجري وركوب الدراجات.

## حياة مهنية
أصبحت كارلا سوارت أول راكبة دراجات تفوز بجميع الألقاب الجماعية الأمريكية الأربعة في موسم واحد (2008). لقد احتلت المركز العاشر في سباق الطريق للسيدات في بطولة العالم لسباق الدراجات على الطريق 2010، وحصلت على المركز الثامن في ألعاب الكومنولث في أكتوبر من ذلك العام. وقعت مع فريق الدراجات نساء الطرق السريعة (HTC) قبل وقت قصير من وفاتها. امتدت مسيرتها المهنية إلى 21 لقبًا وطنيًا في أربعة تخصصات مختلفة لركوب الدراجات: سيكلو كروس، والدراجة الجبلية، والطرق، والمسار.

## الوفاة
توفيت سوارت أثناء التدريب في جنوب أفريقيا بعد أن صدمته شاحنة. وزُعم أنها نظرت من فوق كتفها الأيسر، كما لو كانت في الولايات المتحدة، بدلاً من يمينها، كما هو الحال عادة في جنوب أفريقيا حيث تسير المركبات على الجانب الأيسر من الطريق. كرست زميلتها إيلين فان دايك فوزها في فريق نساء الطرق السريعة (HTC) على المسرح وانتصارها في التصنيف العام في جولة السيدات في قطر 2011 إلى سوارت. إرسلت الجائزة المالية التي حصلت عليها فان ديك في قطر إلى عائلتها.